# Marcus & Martinus
 Der er for få eller ingen kildehenvisninger i denne artikel, hvilket er et problem. Du kan hjælpe ved at angive troværdige kilder til de påstande, som fremføres i artiklen.

Marcus og Martinus Gunnarsen (begge født 21. februar 2002 i Elverum) er et norsk tvillingpar, der optræder som musikere. Parret vandt i 2012 Melodi Grand Prix Junior i Norge med sangen "To dråper vann". Sangen lå i en uge på VG-lista med en 8. plads som bedste placering. Den 23. februar 2015 udkom deres første album Hei, som har ligget på VG-lista i 126 uger (2015, 2016, 2017) med en førsteplads som bedste placering. Den 6. november 2015 udkom specialudgaven af albummet Hei, Hei - Fan-Spesial. Den indeholder de oprindelige sange fra "Hei", to singler, samt to nye sange og to akustiske indspilninger. 31. juli 2015 udsendte de sangen "Elektrisk", som i dag er deres største hit, med over 430 millioner visninger på Youtube.
I maj 2016 udsendte de tre singler på en uge. Den første, "Girls", røg direkte til tops på VG-lista, og den lå på førstepladsen i to uger.
Drengene har flere gange medvirket i P4's turnéer rundt omkring i Norge. De har også været medværter på programmet Sommer i Dyreparken på TV 2 Norge. Den 20. januar 2017 vandt Marcus og Martinus prisen Årets spelleman i Norge. De gik på skolen Grane barne- og ungdomsskole.
17. november 2017 udkom deres tredje album, Moments. De har udgivet to bøger, Vår historie og Vår verden.

## Karriere

### 2012 - 2014
Marcus og Martinus er vokset op i en musikinteresseret familie. De elskede at synge og begyndte allerede som 4-årige i et børnekor.
Det var i forbindelse med en ferie i Thailand, deres sangtalent for alvor blev opdaget. Under et familieshow på hotellet, de boede på, spurgte konferencieren, om nogen havde lyst til at synge. Marcus & Martinus meldte sig hurtigt, og kom med op på scenen. Den norske musiker og NRK-profil, som havde ansvaret for showet, blev så imponeret, at han opfordrede drengene til at melde sig til Melodi Grand Prix Junior. som er den norske version af MGP.
I en alder af bare ti år, skrev de sammen sangen "To dråper vann", som var sangen de i 2012 vandt Melodi Grand Prix Junior med. Efter dette tog karrieren fart. Marcus & Martinus udgav sin anden single "Leah". I 2013 rejste de rundt i Norge først med P4 og Kreftforeningen på deres Vinterlyd-turné, så på sommerturné med P4 fra Lindesnes i syd til Hammerfest i nord og Melodi Grand Prix Juniors sommerturné. De var også med til "Kongelig Festaften" i anledning Kreftforeningens 75-årsjubilæum i Oslo Konserthus.
Successen fortsatte i 2014. Igen startede de året med Vinterlyd. Samme sommer stod endnu en turné for tur, med P4 og Red Barnet. Drengene fik oven i købet vist sine talenter som tv-værter i TV 2's program "Sommer i Dyreparken". De udgav yderligere to singler: “Du” og “Smil”.
Sang og sangskrivning er for øvrigt langt fra de eneste talenter Marcus & Martinus besidder. Martinus spiller lidt klaver, mens Marcus øver på guitar, og de er begge dygtige til at danse. I fritiden spiller de fodbold, som også er en stor lidenskab.

### 2015
Efter at have underskrevet kontrakt med Sony Music Entertainment, blev debutalbummet Hei udgivet 23. februar 2015. Hei indeholdte deres fire tidligere singler, samt seks nye sange skrevet og produceret af etablerede hit-makere som Magnus Bertelsen/Erik Fjeld (Katastrofe, Cir.Cuz m.fl.) og Erik & Kriss. Singlen “Plystre På Deg” blev det største hit, og albummet gik direkte ind på VG-lista top 20 der blev det liggende i hele 2015, 2016 og helt indtil august 2017.
Deres optræden på VG-lista på Rådhuspladsen foran 80.000 mennesker i juni var deres største koncert hidtil, koncerten afgjorde hvor store Marcus & Martinus virkelig var.
“Elektrisk” er Marcus & Martinus´ største hit med 3 x platin, og sangen gjorde dem til de yngste norske kunstnere nogensinde til at streame til platin. Efter dette er singlen “Ei Som Deg” og julesangen “Alt Jeg Ønsker Meg” også blevet udgivet, begge med stor succes.

### 2016
I starten af januar blev det offentliggjort, at Marcus & Martinus var nomineret til hele tre priser ved årets Spellemannpris, som er den største prisuddeling inden for musik i Norge. De kategorier, de var nominerede i var; årets sang, årets nykommere og årets popgruppe. De vandt dog ingen af priserne, men er stadig de yngste kunstnere nogensinde til at blive nomineret til en Spellemannpris.
Under uddelingen afslørede drengene, at de skulle begynde med engelske sange i stedet for norske. I maj annoncerede de, at de ville komme ud med en ny single, og de kunne senere annoncere, at det blev til hele tre singler i stedet for en. Den første sang, "Girls", kom ud 20. maj og strøg direkte til tops på VG-lista. De to andre sange, "Heartbeat" og "I Don't Wanna Fall In Love", udkom henholdsvis 24. og 27. maj. Den 29. juli udgav de igen en ny single, men denne gang var de ikke alene om sangen, de havde nemlig den jamaicanske sangerinde og model, Samantha J, med som featuring til deres sang "light it up".
Den 18. august kom drengene for første gang til Danmark for at spille foran de danske fans. Det var planlagt at de skulle spille på den lille scene i tivoli, og at man efter koncerten vil kunne møde drengene for at få taget billede og få en autograf, da tivoli ikke troede der vil dukke så mange op, men et par uger før koncerten var tivoli nødt til at flytte koncerten til den store scene og aflyse mødet med drengene bagefter. De første fans stod allerede klar uden for tivoli klokken 5 om morgenen og ventede på at de blev lukket ind, når tivoli åbnede, klokken 11. Der var omkring 11.000 der dukkede op til koncerten, torsdag d. 18 august.
Den 4. november 2016 udgav de deres 3. album Together med sangene "one more second, go where you go, without you, Light it up feat. Samantha J, Girls feat. Madcon, Heartbeat, Hey you, Bae, I don't wanna fall in love, together, Girls (Alex mattson remix), Heartbeat (Alex mattson remix)". Albummet blev et stort hit, og kort tid efter offentliggjorde de at de i 2017vil lave en "together tour", hvor de bl.a. skal spille i Oslo, Stockholm, Göteborg, Malmø, København, Stavanger og Helsinki.

### 2017
I januar kom Marcus og Martinus for tredje gang efter deres gennembrud til Danmark, for at komme på den rødeløber til forpræmien på deres film 'sammen om drømmen'.
Den 28. januar blev der holdt det årlige spellemannsshow i Norge, hvor drengene igen var nomineret, men denne gang kun til to priser, de var nomineret til "årets låt - med girls" og til "årets spellemann". De vandt ikke med årets sang, men de vandt "Årets spellemann"
Den 18. marts 2017, kom drengene igen tilbage til Danmark og igen til København. Denne gang i Royal Arena, der ligger på Amager. Koncerten var en del af deres Together tour og der var omkring 12.000 mennesker til koncerten.
Den 8. juni startede de mm2me-konkurrencen, hvor alle lande i Europa kunne deltage om at få et event med drengene. Senere offentliggjorde de, at de var Grækenland, Tyskland og Polen der vandt.
Den 9. maj offentliggjorde de, at de den 13. maj til Eurovision song contest final vil være dem, der giver Norges point.
Den 19. maj 2017 udgav de deres single "like it like it" hvor de havde den amerikanske rapper silentó, som featuring og sangen har nu næsten 10 millioner streams på spotify. Den 21 udgav de så musikvideoen, der nu har over 21 millioner visninger på youtube. Den 23. juni udgav de singlen "first kiss" der på spotify næsten har 5 millioner streams. Den 1. juli udgav de musikvideoen på youtube, hvor videoen nu har over 3 millioner visninger. Den samme måned, blev de inviteret til den svenske kronprinssesses 40 årig fødselsdag, hvor de spillede en sang de havde lavet specielt til hende (On this day). Den 28. juli udgav de singlen "Dance with you" Der på spotify har over 4 millioner streams og musikvideoen har 10 millioner visninger på youtube.
Den 2. september 2017 gav Marcus & Martinus igen koncert i Danmark, denne gang i Jyske Bank Boxen i Herning.

### 2018
Den 9. februar 2018 gav Marcus & Martinus endnu engang koncert i Danmark. Koncerten forgik i Jyske Bank Boxen i Herning.
Den 10. februar 2018 gav Marcus & Martinus koncert i Royal Arena i København.

### 2023
Marcus & Martinus stiller op i det svenske melodi grand prix, Melodifestivalen, i semifinale 3 med nummeret "Air". de gik direkte videre til finalen efter de fik flest stemmer fra de svenske seere i første runde, de fik en andenplads ved finalen.

### 2024
Marcus & Martinus vandt det svenske melodi grand prix med sangen "Unforgettable" og skal representere Sverige ved Eurovision Song Contest 2024 i Malmø.

## Diskografi

### Album
- Hei (2015)
- Hei – Fan-Spesial (2015)
- Hei – Instrumental (2015)
- Together (2016)
- Moments(2017)
- Soon (2019)
- Unforgettable (2024)[5]

### Singler
- "To dråber vann" (2012)
- "Leah" (2013)
- "Du" (2014)
- "Smil" (2014)
- "Plystre på deg" (2015)
- "Elektrisk" (2015)
- "Ei som deg" (2015)
- "Alt jeg ønsker meg" (2015)
- "Na na na" (2016)
- "Girls" (2016)
- "Heartbeat" (2016)
- "Bae" (2016)
- "I Don't Wanna Fall In Love" (2016)
- "Heartbeat (Maybon Remix)" (2016)
- "Girls (Alex Mattson Remix)" (2016)
- "Light It Up" (2016)
- "One More Second" (2016)
- "Go Where You Go" (2016)
- "Like It Like It" feat. Silentó (2017)
- "First Kiss" (2017)
- "Dance With You" (2017)
- "Make You Believe In Love" (2017)
- "One Flight Away (2017)
- "Never" (2017)
- "Next To Me" (2017)
- "Get to know ya" (2017)
- "Guitar" (2017)
- "Please Don't Go" (2017)
- "Remind me" (2018)
- "Pocket Dial" (2019)
- "Love You Less" (2020)
- "It's Christmas Time" (2020)
- "Belinda" feat. Álex Rose (2021)
- "Feel" med Bruno Martini (2021)
- "When All The Lights Go Out" (2022)
- "Air" (2023)
- "We Are Not the Same" feat. bbno$ (2024)
- "Unforgettable" (2024)[6]
- "Another Life" feat. Vize (2024)
- "Wonder" (2025)
- "Endless Summer" (2025)

## Filmografi

### Film
- Sammen om drømmen (2017)

### TV
- MMNews (2016)
- Marcus & Martinus (2017)

## Turnéhistorie
- Together Tour (2016-17)
- Moments Tour (2018)

## Bøger
- Marcus & Martinus – Vår historie (2016)
- Marcus & Martinus – Vår verden (2017)
- Marcus & Martinus - Två röster, en historia (2024)